# Flirtea withi
Flirtea withi is een hooiwagen uit de familie Cosmetidae.